# Livingston (Kentucky)
Livingston es una ciudad ubicada en el condado de Rockcastle en el estado estadounidense de Kentucky. En el Censo de 2010 tenía una población de 226 habitantes y una densidad poblacional de 270,15 personas por km².

## Geografía
Livingston se encuentra ubicada en las coordenadas 37°17′50″N 84°12′54″O / 37.29722, -84.21500. Según la Oficina del Censo de los Estados Unidos, Livingston tiene una superficie total de 0.84 km², de la cual 0.81 km² corresponden a tierra firme y (3.1%) 0.03 km² es agua.

## Demografía
Según el censo de 2010, había 226 personas residiendo en Livingston. La densidad de población era de 270,15 hab./km². De los 226 habitantes, Livingston estaba compuesto por el 96.46% blancos, el 0% eran afroamericanos, el 0.44% eran amerindios, el 0.44% eran asiáticos, el 0% eran isleños del Pacífico, el 0% eran de otras razas y el 2.65% pertenecían a dos o más razas. Del total de la población el 0.88% eran hispanos o latinos de cualquier raza.